# Satet

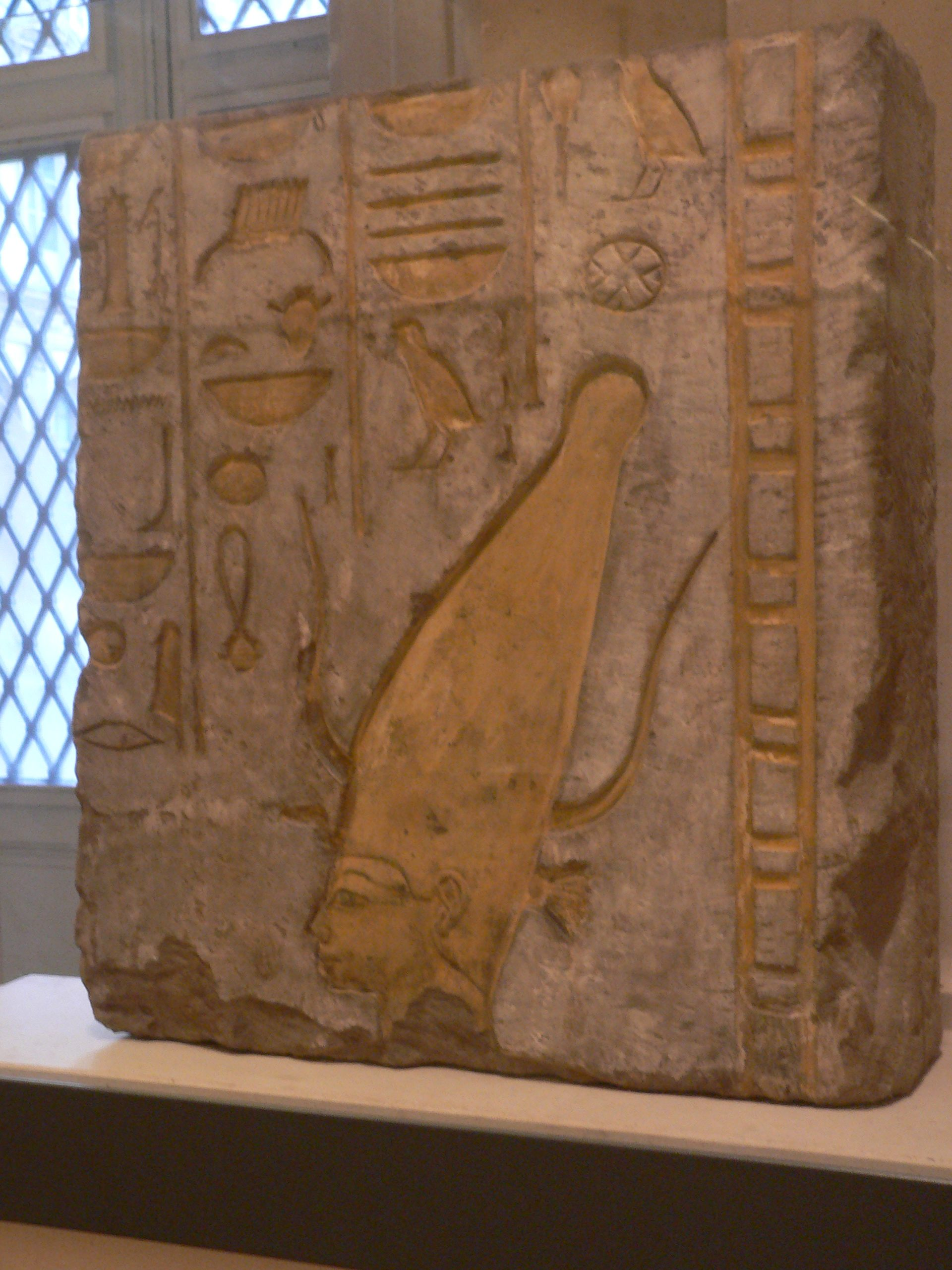
Rilievo con la dea Satet, granito rosa, 82 cm (Parigi, Louvre).

Satet (anche Satis o Sati) è una divinità della mitologia egizia, particolarmente venerata a Elefantina, in Egitto. Si considera protettrice delle acque del Nilo; viene raffigurata come una donna con la corona dell'Alto Egitto sormontata da due corna di gazzella.
Il nome ha il significato letterale di eiaculazione in correlazione con la teoria che vedeva l'annuale piena del Nilo come l'effetto dell'atto di masturbarsi del dio Atum. Nella teologia di Elefantina formava una triade con Khnum, suo sposo, e con la figlia Anuqet mentre ad Esna aveva come figlia la dea Neith. In epoca tarda anche questa divinità subirà un processo di assimilazione ad Iside.